# Đại học William và Mary
Trường Đại học William và Mary (tên chính thức là Cao đẳng William và Mary ở Virginia, còn được gọi là William & Mary hay W&M) là một viện đại học nghiên cứu (research university) công lập ở Williamsburg, tiểu bang Virginia. Được thành lập vào năm 1693 dưới hiến chuơng của Vua William III và Nữ hoàng Mary II của Anh, đây là cơ sở giáo dục đại học lâu đời thứ hai ở Hoa Kỳ và lâu đời thứ chín trong số các nước nói tiếng Anh. Nó được xếp vào nhóm "R2: Các trường đại học nghiên cứu với hoạt động nghiên cứu cao."